# Glossotrophia perrufa
Glossotrophia perrufa är en fjärilsart som beskrevs av Eugen Wehrli 1926. Glossotrophia perrufa ingår i släktet Glossotrophia och familjen mätare. Inga underarter finns listade i Catalogue of Life.